# Приветная (деревня)
Приветная — деревня в Омском районе Омской области России. Входит в состав Лузинского сельского поселения. Население 1225 чел. (2010) .

## История
В соответствии с Законом Омской области от 30 июля 2004 года № 548-ОЗ «О границах и статусе муниципальных образований Омской области» деревня вошла в состав образованного муниципального образования «Лузинское сельское поселение».

## География
Приветная находится на юге центральной части региона. Фактически — микрорайон Входной г. Омска
Абсолютная высота — 94 м над уровнем моря.

## Население
| 2006 | 2010  |
| ---- | ----- |
| 944  | ↗1225 |

Гендерный состав
По данным Всероссийской переписи населения 2010 года в гендерной структуре населения из 1225 человек мужчин — 627, женщин — 598 (51,2 и 48,8 % соответственно)
Национальный состав
Согласно результатам переписи 2002 года, в национальной структуре населения русские составляли 82 % от общей численности населения в 964 чел..

## Инфраструктура
Личное подсобное хозяйство.

## Транспорт
На южной окраине деревня выходит на Исилькульский тракт Омска, на ветку Западно-Сибирской железной дороги (узловая станция Входная, остановочный пункт 2883 километр)